# John Curtis
John Charles Keyworth Curtis (Nuneaton, 3 settembre 1978) è un ex calciatore inglese, che giocava come difensore.

## Carriera

### Club
Durante la sua carriera ha giocato con varie squadre di club, tra cui anche il Manchester United. Dal 2010 al 2011 ha militato nel Gold Coast United.

### Nazionale
Ha partecipato ai Mondiali Under-20 del 1997.

## Palmarès

### Giocatore

#### Competizioni nazionali
- Coppa di Lega inglese: 1

Blackburn Rovers: 2001-2002

#### Competizioni giovanili
- FA Youth Cup: 1

Manchester United: 1994-1995